# リーヴェ・ダルカーノ
リーヴェ・ダルカーノ（伊: Rive d'Arcano）は、イタリア共和国フリウリ＝ヴェネツィア・ジュリア州ウーディネ県にある、人口約2,400人の基礎自治体（コムーネ）。

## 地理

### 位置・広がり

#### 隣接コムーネ
隣接するコムーネは以下の通り。
- コッロレード・ディ・モンテ・アルバーノ
- コゼアーノ
- ディニャーノ
- ファガーニャ
- マヤーノ
- サン・ダニエーレ・デル・フリウーリ
- サン・ヴィート・ディ・ファガーニャ

### 気候分類・地震分類
リーヴェ・ダルカーノにおけるイタリアの気候分類 (it) および度日は、zona E, 2406 GGである。
また、イタリアの地震リスク階級 (it) では、zona 2 (sismicità media) に分類される。

## 行政

### 分離集落
リーヴェ・ダルカーノには、以下の分離集落（フラツィオーネ）がある。
- Arcano Inferiore, Arcano Superiore, Giavons, Pozzalis, Raucicco, Rivotta, Rodeano Alto, Rodeano Basso